# Kira Roessler
Kira Roessler (New Haven, Connecticut; 12 de junio de 1962) es una bajista y cantante estadounidense ganadora de dos Premios Emmy como editora de diálogos. Es conocida por haber sido integrante la banda de hardcore punk Black Flag.

## Biografía

### Primeros años
Nacida en New Haven, Connecticut, Roessler vivió en dicha ciudad hasta los ocho años, cuando se mudó junto a su familia al Caribe, donde permaneció hasta los once años, mudándose luego a Los Ángeles. Tiene un hermano mayor, Paul Roessler, tecladista conocido por su participación en varias bandas de la zona de Los Ángeles, destacándose en particular The Screamers.

## Carrera

### Música
Roessler comenzó a estudiar piano cuando tenía seis años, pero lo abandonó a los once. Con catorce años, empezó a tocar el bajo y se dedicó a aprender a tocar el instrumento. Su primer banda se llamó Waxx y tocó su primer concierto a los dieciséis años en el club Whisky a Go Go. Otras de sus primeras bandas fueron Sexsick, The Visitors y The Monsters. Luego se unió a Pat Smear, ex guitarrista de la popular banda de punk Germs, para formar Twisted Roots.
Cuando integraba el grupo de punk de Los Ángeles DC3, los miembros de Black Flag la escucharon tocar, lo que la llevó a ser invitada a unirse a ser parte de Black Flag para reemplazar al miembro fundador Chuck Dukowski. Roessler en ese momento estaba especializándose como ingeniera en la Universidad de California en Los Ángeles, y las giras de Black Flag se tuvieron que realizar acomodándose a su horario escolar, condición que ella puso para unirse a la banda. Participó como bajista en cinco álbumes de estudio de la banda, permaneciendo en ella hasta completar la gira del álbum In My Head, en el otoño de 1985. Un año después, en 1986, se graduó de la universidad. Después de Black Flag formó la banda Dos, la cual estaba conformada únicamente por dos bajistas, ella y Mike Watt, con quien estuvo casada entre 1987 y 1994, y con el cual todavía sigue realizando algunas presentaciones. Roessler escribió o coescribió canciones para lo que sería el último álbum de los Minutemen, 3-Way Tie (For Last), y la banda posterior a Minutemen de Watt Firehose. Más tarde, contribuyó con obras de arte para el álbum en solitario de Watt Ball-Hog or Tugboat?.

### Cine
Roessler pasó luego a trabajar en la industria del cine como editora de diálogos. Aparece en los créditos (a veces bajo su nombre completo, a veces simplemente como Kira) de películas como Confesiones de una mente peligrosa (2002), Under the Tuscan Sun (2003) y The Twilight Saga: New Moon (2009), y también ha aparecido en los documentales We Jam Econo: The Story of the Minutemen y en American Hardcore. Ganó un Premio Emmy por su trabajo en el episodio "Don't Tread On Me" de la miniserie John Adams, fue nominada por su trabajo en otro episodio de la serie, y ganó un segundo Emmy por su trabajo en la serie Game of Thrones. También apareció en el álbum tributo Rise Above: 24 Black Flag Songs to Benefit the West Memphis Three de 2003 junto con otros artistas musicales, incluyendo a los veteranos ex Black Flag.
Roessler formó parte del equipo de edición de sonido que ganó un Premio Óscar en 2016 por su trabajo en la película Mad Max: Fury Road.

## Vida privada
Entre 1987 y 1994, Roessler estuvo casada con el músico Mike Watt.
El 6 de enero de 2011, unos ladrones irrumpieron en la casa de Roessler y le robaron un bajo hecho especialmente para ella a medida 3/4 por el luthier californiano Marcos Garza. Muchos fanes y amigos se pusieron en campaña en línea a través de blogs, Twitter y Facebook para ayudar a Kira a recuperar el instrumento, el cual encontraría después de que el ladrón intentó venderlo en una casa de música.